# Hans Jeschonnek

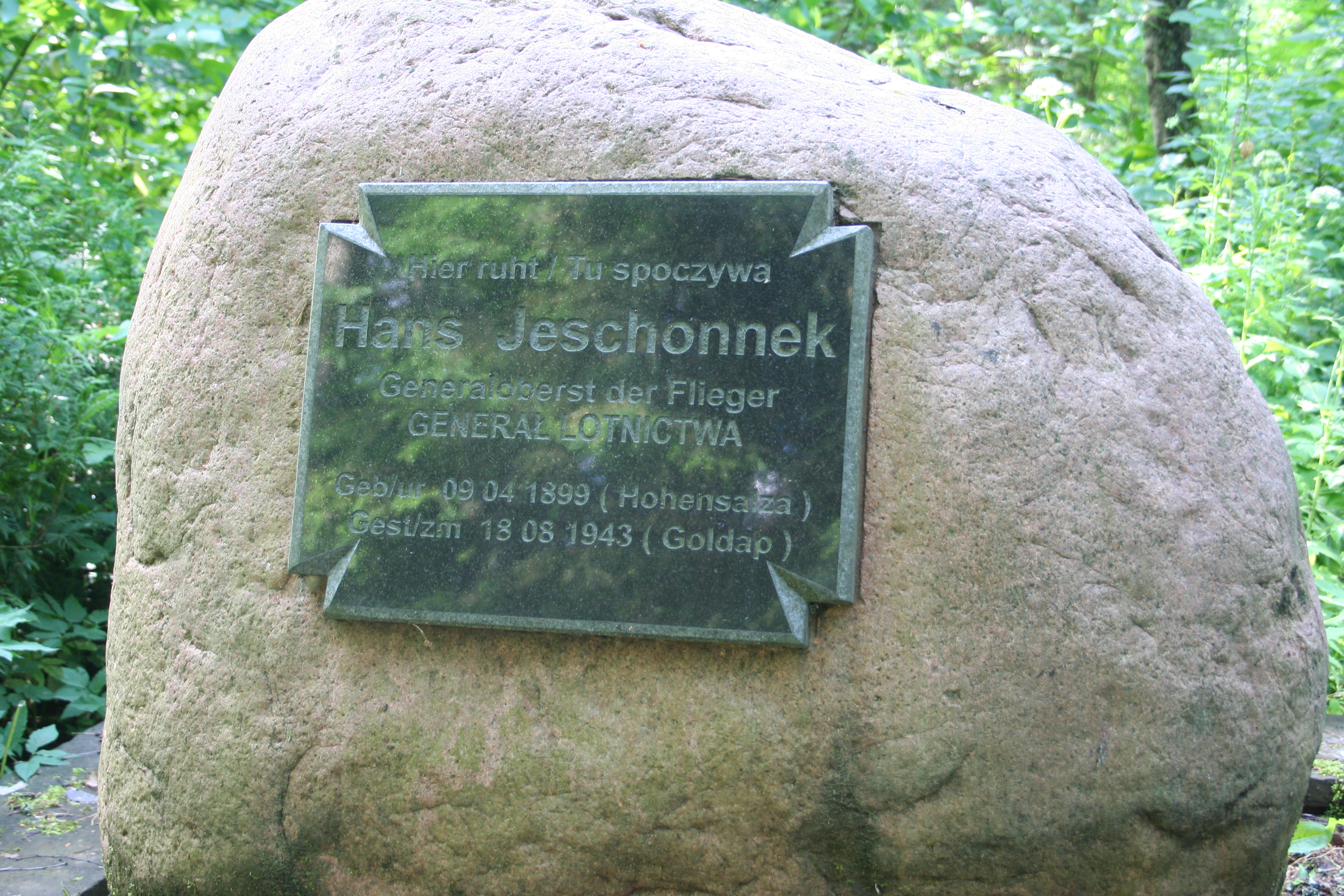
Hans Jeschonneks grav.

Hans Jeschonnek, född den 9 april 1899 i Hohensalza, död den 19 augusti 1943 i Lager Robinson, Goldap, var en tysk generalöverste. Han var 1939–1943 chef för Luftwaffes generalstab.

## Biografi
Hans Jeschonnek blev officer 1916 och var vid slutet av första världskriget jaktflygare. Efter kriget tjänstgjorde han vid kavalleriet och deltog en tid i flygutbildning i Sovjetunionen. Då det tyska flygvapnet återuppbyggdes 1935 återkom Jeschonnek till försvarsgrenen och placerades i flygministeriet. År 1938 blev han överste och samtidigt chef för operationsavdelningen i flygvapnets generalstab. I februari 1939 blev han generallöjtnant (senare generalöverste) och chef för flygvapnets generalstab, en befattning han innehade till sin död.
Jeschonnek var som generalstabschef djupt involverad i planerandet och genomförandet av Luftwaffes krigföring i Polen 1939, Frankrike 1940, Storbritannien 1940–1941 och Sovjetunionen 1941–1943. När Polen hade besegrats i slutet av september 1939 tilldelades Jeschonnek Riddarkorset. I Polen och Frankrike hade Luftwaffe firat stora triumfer, men i luften över Storbritannien och Sovjetunionen visade sig Luftwaffes logistiska problem och förlusterna av flygpersonal och materiel ökade. Jeschonnek och Luftwaffes chef, Hermann Göring, fick motta skarp kritik från Adolf Hitler. Luftwaffe förlorade med tiden förmågan att understödja det tyska artilleriet och infanteriet. Jeschonnek blev alltmer desillusionerad och klagade på Görings inkompetenta ledarskap. 
Natten mellan den 17 och den 18 augusti 1943 genomförde Royal Air Force Operation Hydra inom ramen för Operation Crossbow. RAF bombade raketforskningsbasen i Peenemünde, men gjorde först en skenmanöver med 20 Mosquito-plan över Berlin. Jeschonnek gav order om att Berlins luftvärn skulle beskjuta de fientliga planen, vilket innebar att 148 tyska nattjaktplan riskerade att hamna i skottlinjen. Kort efter att ha fått kännedom om räden mot Peenemünde begick Jeschonnek självmord genom att skjuta sig.

## Utmärkelser
Första världskriget
- Järnkorset av första klassen
- Järnkorset av andra klassen
- Kungliga preussiska flygförarutmärkelsen
- Såradmärket i svart: 1918

Mellankrigstiden
- Ärekorset

Andra världskriget
- Riddarkorset av Järnkorset: 27 oktober 1939
- Wehrmachts tjänsteutmärkelse av IV–I klassen
- Flygförar- och flygspanarmärket i guld med diamanter
- Tilläggsspänne till Järnkorset av första klassen
- Tilläggsspänne till Järnkorset av andra klassen
- Mikael den tappres orden av tredje klassen: 7 november 1941
- Mikael den tappres orden av andra klassen: 1 september 1942
- Frihetskorsets orden av första klassen med kraschan och svärd: 25 mars 1942